# 2 de julio
El 2 de julio es el 183.º (centésimo octogésimo tercer) día del año en el calendario gregoriano y el 184.º en los años bisiestos. Faltan 182 días para finalizar el año.
Este día es el punto medio de un año común porque hay 182 días antes y 182 días después en años comunes, aunque son 183 antes y 182 después en años bisiestos. La hora exacta de la mitad del año es al mediodía. En los países que usan el horario de verano, la hora exacta real del punto medio en un año común es a las 13:00 h (o a las 11:00 h en los países del hemisferio sur); esto ocurre porque han transcurrido 182 días y 12 horas y quedan 182 días y 12 horas. En un año bisiesto en esos países, el punto medio ocurre a la 1:00 h del 2 de julio (o a las 23:00 h del 1 de julio en el hemisferio sur); esto se debe a que el horario de verano usa una hora adelantada. En los años comunes, la fecha cae el mismo día de la semana que el día de Año Nuevo.

## Acontecimientos
- 1489: en España, la ciudad nazarí de Motril (Granada) se rinde a los Reyes Católicos.
- 1502: en la actual República Dominicana, la villa de Santo Domingo (la primera levantada por los españoles en América) es destruida por un violento huracán.
- 1520: Masacre de Calacoaya, los ejércitos de Hernán Cortés atacan por sorpresa al pueblo mexica de Calacoaya, siendo esta la segunda acción militar de Cortés en su campaña por la Conquista de México.
- 1555: en la península itálica, las fuerzas del almirante otomano Turgut Reis saquean la villa de Paola.
- 1582: en Japón, el ejército de Toyotomi Hideyoshi vence al de Akechi Mitsuhide en la batalla de Yamazaki.
- 1600: en la batalla de Nieuwpoort ―en el marco de la guerra de Flandes―, las Provincias Unidas de los Países Bajos derrotan a los tercios del Imperio español.
- 1613: desde Virginia (actual Estados Unidos) parte la primera expedición británica ―liderada por Samuel Argall― contra la colonia francesa de Acadia.
- 1644: en la Batalla de Marston Moor, derrota del ejército leal a Carlos I gracias a la intervención decisiva de Oliver Cromwell y su cuerpo de caballería, los "Ironsides".
- 1698: Thomas Savery patenta un motor de vapor, aunque la primera máquina a vapor la patentó en 1606 el español Jerónimo de Ayanz.
- 1747: se produce la batalla de Lafelt.
- 1812: durante la invasión napoleónica de España, el ejército invasor francés destruye el Puente Mayor de Toro durante su retirada para evitar el avance de la coalición anglo-española.
- 1817: en la villa de Apóstoles (en la provincia argentina de Misiones) -ante la invasión lusobrasileña-, los argentinos (liderados por el guaraní Andresito Guazurarí y Artigas) vencen a los portugueses (liderados por el carioca Francisco das Chagas Santos) en la batalla de Apóstoles.[1]
- 1822: en Carolina del Sur (Estados Unidos) ―en el marco del apartheid que azotó ese país hasta 1967―, son ahorcados 32 esclavos negros, acusados de organizar una liberación no autorizada de esclavos.
- 1823: en San Salvador de Bahía (Brasil), los patriotas brasileños vencen a los portugueses y a los brasileños proimperialistas en el sitio del Salvador. Brasil se independiza definitivamente del Imperio portugués.
- 1839: en el mar Caribe, a 32 km de la costa de la isla de Cuba, 53 africanos secuestrados por esclavistas españoles y liderados por Joseph Cinqué toman el barco esclavista español La Amistad y matan a sus secuestradores.
- 1871: en México, el sacerdote Manuel Aguas leyó el sermón en el que explicaba las razones personales que lo condujeron a separarse de la Iglesia católica y a unirse a la Iglesia de Jesús.[2]
- 1881: en Estados Unidos, Charles J. Guiteau le dispara al presidente James Garfield, quien morirá de infección (no existían los antibióticos) el 19 de septiembre.
- 1886: en La Habana (Cuba) concluyen las obras de la necrópolis Cristóbal Colón.
- 1886: en Santiago de Chile se funda la Academia Chilena de la Lengua.
- 1886: en el teatro Felipe de Madrid (España) se estrena la zarzuela La Gran Vía, de Federico Chueca y Joaquín Valverde.
- 1890: en Washington (Estados Unidos), el Congreso decreta la Ley Sherman Antitrust, el primer intento en la lucha contra los oligopolios económicos.
- 1897: en Londres (Reino Unido), el italiano Guglielmo Marconi (1874-1937) patenta la radio (que ya Nikola Tesla había patentado en esa misma ciudad).
- 1899 Venezuela es consagrada al Santísimo Sacramento
- 1900: en el lago Constanza, cerca de la villa de Friedrichshafen (Alemania) vuela el primer dirigible.
- 1900: en Helsinki (Finlandia), la orquesta Sociedad Filarmónica de Helsinki, conducida por Robert Kajanus, estrena la obra Finlandia, de Jean Sibelius.
- 1916: en Buenos Aires (Argentina) se juega el primer partido de fútbol por la futura Copa América la selección de selección de fútbol de Uruguay vence a la de Chile por 4 a 0.
- 1917: en San Luis (Misuri) terminan East St. Louis.
- 1934: en Alemania, Adolf Hitler ordena el asesinato de sus opositores políticos (Noche de los Cuchillos Largos). Es asesinado el militar nazi Ernst Röhm.
- 1937: en medio del océano Pacífico, la aviadora estadounidense Amelia Earhart y su piloto navegador Fred Noonan envían un último mensaje durante su intento de realizar el primer viaje alrededor del mundo a lo largo del ecuador.
- 1940: en la ciudad de Vichy (Francia) se establece el Gobierno de Vichy, colaboracionista de los nazis, con el mariscal Pétain a la cabeza (quien al terminar la guerra recibirá cadena perpetua por ejecutar a 10 000 partisanos franceses antinazis y enviar 150 000 judíos franceses a morir en campos de concentración de Alemania).
- 1940: en Calcuta, India (en aquel entonces el Raj británico), Subhas Chandra Bose (líder de la independencia de su país) es arrestado.
- 1947: en un rancho de Roswell (Nuevo México) cae un globo aerostático, lo que los conspiranoicos conocerían como el caso Roswell de aterrizaje de naves espaciales extraterrestres.
- 1950: en la ciudad de Kioto (Japón), un monje con problemas mentales incendia el Templo del Pabellón de Oro (Kinkaku-ji).
- 1956: en el atolón Enewetak (islas Marshall, en medio del océano Pacífico), Estados Unidos detona la bomba atómica Dakota (nombre de una etnia de nativos americanos), de 360 kilotones.
- 1958: en el atolón Bikini (354 km al este del atolón Enewetak), Estados Unidos detona su bomba atómica n.º 143: Cedar, de 220 kilotones.
- 1960: en Estados Unidos, el presidente Dwight Eisenhower aprueba la ley que suspende la compra de azúcar a Cuba. Sin embargo, será el presidente J. F. Kennedy quien iniciará el bloqueo estadounidense contra el pueblo de Cuba.
- 1962: en Rogers (Arkansas) se abre el primer supermercado Walmart.
- 1964: en Washington D. C. (Estados Unidos), el presidente Lyndon B. Johnson firma un decreto que termina con el apartheid estadounidense. Estados Unidos es uno de los últimos países del mundo en acabar con ese flagelo social.
- 1966: en el atolón de Mururoa, el Gobierno de Francia detona su primera bomba atómica, Aldebarán.
- 1969: en la ONU, el secretario general Sithu U Thant llama a prohibir las armas químicas.
- 1976: Tras vencer al invasor Estados Unidos en la guerra de Vietnam (1955-1975), las dos mitades en que Francia había dividido a Vietnam ―Vietnam del Norte y Vietnam del Sur― se unen para formar la República Socialista de Vietnam.
- 1982: en Madrid, mediante decreto de la Gran Logia Nacional Francesa, se crea la Gran Logia de España.
- 1982: en la ciudad de Los Ángeles (estado de California), el camionero estadounidense Larry Walters (1949-1993), vuela sobre toda la ciudad durante 16 minutos a 4600 m de altitud montado en un sillón de jardín atado a 42 globos llenos de helio.
- 1986: en la comuna de Estación Central (Santiago de Chile) en el marco de una protesta contra la dictadura militar de Augusto Pinochet, una patrulla militar quema vivas a dos personas.
- 1986: Segundo día de la visita del papa Juan Pablo II a Colombia. Visita a Chiquinquirá, Boyacá y se lleva a cabo la Eucaristía y coronación de la Virgen de Chiquinquirá y la Consagración de Colombia a la Virgen del Rosario.
- 2003: el COI, reunido en Praga, elige a Vancouver sede de los Juegos Olímpicos de Invierno de 2010.
- 2003: Boca Juniors se consagra campeón de la Copa Libertadores ante el Santos Futebol Clube de Brasil.
- 2005: en los países del G8 (Grupo de los Ocho) y Sudáfrica se llevan a cabo los recitales benéficos Live 8 para exigir el fin de la pobreza en el mundo. Más de mil músicos son difundidos por 182 canales de televisión.
- 2006: en México se celebran las elecciones presidenciales y los dos candidatos punteros se declaran ganadores. La elección sería impugnada en los tribunales, siendo electo presidente de la República Felipe Calderón Hinojosa, candidato del Partido Acción Nacional (PAN).
- 2007: en Yemen, ocho turistas españoles y dos yemeníes fallecen en un atentado.[3]
- 2008: en Colombia, el ejército realiza la Operación Jaque, en la que rescatan a 15 secuestrados, entre ellos Íngrid Betancourt, tres contratistas estadounidenses y once soldados en poder del grupo guerrillero FARC (Fuerzas Armadas Revolucionarias de Colombia).
- 2008: Liga de Quito se consagra campeón por primera vez de la Copa Libertadores por penales 3-1 ante el Fluminense de Brasil siendo el primer equipo ecuatoriano en ganarla.
- 2015: en Bogotá (Colombia), explotan dos bombas. Se culpa al grupo guerrillero ELN (Ejército de Liberación Nacional).

## Nacimientos
- 419: Valentiniano III, emperador romano entre 425 y 455 (f. 455).
- 1261: Arturo II, aristócrata bretón (f. 1312).
- 1363: María de Sicilia, reina siciliana (f. 1401).
- 1486: Jacopo d'Antonio Sansovino, arquitecto y escultor italiano (f. 1570).
- 1489: Thomas Cranmer, arzobispo, teólogo y santo inglés (f. 1556).
- 1492: Isabel Tudor, aristócrata inglesa, hija del rey Enrique VII (f. 1495).
- 1597: Theodoor Rombouts, pintor flamenco (f. 1637).
- 1644: Abraham a Sancta Clara, monje y sacerdote austríaco (f. 1709).
- 1648: Arp Schnitger, organero alemán (f. 1719).
- 1667: Pietro Ottoboni, cardenal y mecenas italiano (f. 1740).
- 1695: Louis Charles César Le Tellier, aristócrata y militar francés (f. 1771).
- 1714: Christoph Willibald Gluck, compositor alemán (f. 1787).
- 1724: Friedrich Gottlieb Klopstock, poeta y escritor alemán (f. 1803).
- 1747: Rose Bertin, diseñador de modas francés (f. 1813).
- 1767: Stephen Allen, alcalde de Nueva York (f. 1852).
- 1790: Leopoldo de Borbón-Dos Sicilias, príncipe de las Dos Sicilias (f. 1851).
- 1796: Michael Thonet, empresario industrial alemán (f. 1871).
- 1797: María Antonia de Koháry, aristócrata húngara (f. 1862).
- 1819: Charles-Louis Hanon, pianista y compositor francés (f. 1900).
- 1821: Charles Tupper, médico cirujano y político canadiense,.º primer ministro (f. 1915).
- 1824: Juan N. Méndez, político mexicano, presidente entre 1876 y 1877 (f. 1894).
- 1836: Ludwig Schnorr von Carolsfeld, tenor alemán (f. 1865).
- 1841: Eduardo Zamacois y Zabala, pintor español (f. 1871).
- 1843: Antonio Labriola, filósofo italiano (f. 1904).
- 1849: María Teresa de Austria-Este, aristócrata austríaca (f. 1919).
- 1850: Robert Ridgway, ornitólogo estadounidense (f. 1929).
- 1854: Aquiles Gerste, sacerdote belga (f. 1920).
- 1854: Narcisse Theophile Patouillard, farmacéutico, briólogo, y micólogo francés (f. 1926).
- 1862: William Henry Bragg, físico, químico y matemático británico, premio nobel de Física en 1915 (f. 1942).
- 1862: Christopher Cradock, militar británico (f. 1914).
- 1864: Albert Armitage, explorador británico (f. 1943).
- 1865: Lily Braun, escritora y publicista alemana (f. 1916).
- 1867: Leopoldo Fregoli, actor y cantante italiano (f. 1936).
- 1869: Liane de Pougy, bailarina, cortesana y escritora suizo-francesa (f. 1950).
- 1869: Hjalmar Söderberg, escritor sueco (f. 1941).
- 1874: Pedro Paulet, ingeniero peruano, pionero de la astronáutica y la era espacial (f. 1945).
- 1876: Harriet Brooks, física y académica canadiense (f. 1933).
- 1876: Wilhelm Cuno, empresario, economista, político y canciller alemán (f. 1933).
- 1877: Hermann Hesse escritor alemán (f. 1962).
- 1882: Marie Bonaparte, psicoanalista francesa (f. 1962).
- 1884: Alfons Maria Jakob, neurólogo y escritor alemán (f. 1931).
- 1894: André Kertész, fotógrafo húngaro (f. 1985).
- 1896: Quirino Cristiani, caricaturista y director de animación argentino (f. 1984).
- 1900: Tyrone Guthrie, actor y director británico (f. 1971).
- 1903: Alec Douglas-Home, jugador de críquet y primer ministro británico (f. 1995).
- 1903: Olaf V, rey noruego (f. 1991).
- 1904: René Lacoste, tenista y empresario francés (f. 1996).
- 1906: Hans Bethe, físico estadounidense, premio nobel de física en 1967 (f. 2005).
- 1908: Luis Fernández Martín, sacerdote jesuita e historiador español (f. 2003).
- 1908: Phil Karlson, cineasta estadounidense.
- 1908: Thurgood Marshall, abogado y juez estadounidense (f. 1993).
- 1911: Reg Parnell, piloto británico de automóviles (f. 1964).
- 1914: Ethelreda Leopold, actriz estadounidense (f. 1988).
- 1914: Mário Schenberg, físico e ingeniero brasileño (f. 1990).
- 1915: Maruja Venegas Salinas, maestra y locutora peruana (f. 2015)
- 1916: Ken Curtis, actor y cantante estadounidense (f. 1991).
- 1916: Hans-Ulrich Rudel, piloto y coronel alemán (f. 1982).
- 1919: Carlos Román, cantante colombiano (f. 1973)
- 1920: Fernando Ayala, cineasta argentino (f. 1997).
- 1920: Eliseo Diego (Eliseo Jesús Diego-Fernández), poeta cubano (f. 1994), padre del escritor Eliseo Alberto (1951-2011).
- 1920: Annette Kerr, actriz británica (f. 2013).
- 1922: Pierre Cardin, diseñador de modas ítalo-francés (f. 2020).
- 1923: Wislawa Szymborska, poetisa y traductora polaca, premio nobel de literatura en 1996 (f. 2012).
- 1925: Medgar Evers, militar y activista estadounidense (f. 1963).
- 1925: Patrice Lumumba, líder anticolonialista congoleño, primer ministro en 1960, asesinado por la CIA estadounidense y Bélgica (f. 1961).
- 1925: Marvin Rainwater, cantante estadounidense (f. 2013).
- 1926: Octavian Paler, periodista y político rumano (f. 2007).
- 1927: Brock Peters, actor estadounidense (f. 2005).
- 1927: Alberto Jerez Horta, abogado y político chileno.
- 1927: Isidre Flotats, futbolista español (f. 2014).
- 1929: Abraham Avigdorov, militar israelí (f. 2012).
- 1929: Imelda Marcos, política filipina.
- 1929: Emmanuel Carballo, escritor mexicano (f. 2014).
- 1930: Carlos Menem, político argentino, presidente de Argentina entre 1989 y 1999 (f. 2021).
- 1930: Ahmad Jamal, pianista, compositor y educador estadounidense (f. 2023).
- 1930: Gilberto Monroig, cantante puertorriqueño (f. 1996).
- 1932: Dave Thomas, empresario estadounidense (f. 2002).
- 1934: Lou Cárrigan (Antonio Vera Ramírez), prolífico novelista español que escribió más de 1000 novelas cortas policíacas, de aventuras, del oeste estadounidense y de terror.
- 1936: Omar Suleiman, político y militar egipcio (f. 2012).
- 1937: Carlos López Rivero, poeta y músico cubano.
- 1937: Richard Petty, piloto y dueño de equipo de automovilismo estadounidense.
- 1938: David Owen, médico y político británico.
- 1939: Alexandros Panagoulis, político y poeta griego (f. 1976).
- 1939: Paul Williams, cantante y coreógrafo estadounidense, de la banda The Temptations (f. 1973).
- 1940: Kenneth Clarke, político británico.
- 1942: Vicente Fox, político mexicano, presidente de México entre 2000 y 2006.
- 1943: Walter Godefroot, ciclista belga.
- 1944: Pancho Ibáñez, presentador argentino de televisión.
- 1945: José Luis Corcuera, político español.
- 1946: Richard Axel, científico estadounidense, premio nobel de medicina en 2004.
- 1946: Ron Silver, actor estadounidense (f. 2009).
- 1947: Larry David, director y productor de televisión, actor, comediante, escritor y guionista estadounidense.
- 1948: Stella Maris Lanzani, actriz argentina.
- 1949: Roy Bittan, pianista estadounidense, de la banda E Street Band.
- 1949: Nancy Stephens, actriz y productora estadounidense.
- 1950: Jorge del Castillo, abogado y político peruano.
- 1950: Salvador Llopis, futbolista español (f. 2014).
- 1952: Johnny Colla, guitarrista y saxofonista estadounidense, de la banda Huey Lewis and the News.
- 1953: Tony Armas, beisbolista venezolano.
- 1953: Jean-Claude Borelly, trompetista y compositor francés.
- 1953: Mark Hart, guitarrista y tecladista estadounidense, de la banda Supertramp.
- 1953: Giuseppe Piccioni, cineasta italiano.
- 1954: Pete Briquette, bajista, compositor y productor irlandés, de la banda The Boomtown Rats.
- 1954: Wendy Schaal, actriz estadounidense.
- 1955: Andrew Divoff, actor ruso.
- 1956: Jerry Hall, modelo y actriz estadounidense.
- 1956: Rubén Patagonia, músico folclórico argentino de origen tehuelche.
- 1957: Bret "Hitman" Hart, luchador profesional canadiense.
- 1957: Paco Maestre, actor español de cine y televisión (f. 2011).
- 1957: Purvis Short, baloncestista estadounidense.
- 1958: Rainer Hasler, futbolista liechtensteinense (f. 2014).
- 1959: Eduardo Bengoechea, tenista argentino.
- 1960: Julián Hernández músico y escritor español, de la banda Siniestro Total.
- 1961: Clark Kellogg, baloncestista estadounidense.
- 1962: Roberto Blades, cantante panameño.
- 1964: José Canseco, beisbolista cubano.
- 1964: Alan Tait, rugbista británico.
- 1964: Ana María Kamper, actriz colombiana.
- 1965: Norbert Röttgen, político y abogado alemán.
- 1967: Edmundo Bal, abogado del estado y político español.
- 1967: Claudio Biaggio, futbolista argentino.
- 1967: Jorge Fonte, escritor y ensayista cinematográfico canario.
- 1969: Jenni Rivera, cantautora mexicano-estadounidense (f. 2012).
- 1970: Colin Edwin, bajista australiano, de la banda Porcupine Tree.
- 1970: Sardana Avksentieva, política rusa de etnia yakuta.
- 1971: Troy Brown, futbolista y actor estadounidense.
- 1971: Carolina Peleritti, actriz y modelo argentina.
- 1972: Darren Shan, escritor británico.
- 1973: Scott Garland, luchador estadounidense.
- 1974: Rocky Gray, baterista estadounidense, de la banda Evanescence.
- 1975: Elizabeth Reaser, actriz estadounidense.
- 1976: Krisztián Lisztes, futbolista húngaro.
- 1977: Deniz Baris, futbolista turco.
- 1977: Enrique Fernando Ortiz Moruno, futbolista español.
- 1977: Tula Rodríguez, actriz y presentadora peruana.
- 1978: Diana Gurtskaya, cantante georgiano-rusa.
- 1978: Julie Night, actriz porno estadounidense.
- 1978: Owain Yeoman, actor británico.
- 1978: Kossi Agassa, futbolista togolés.
- 1978: Iñaki Muñoz, futbolista español.
- 1978: Matteo Bobbi, piloto de automovilismo italiano.

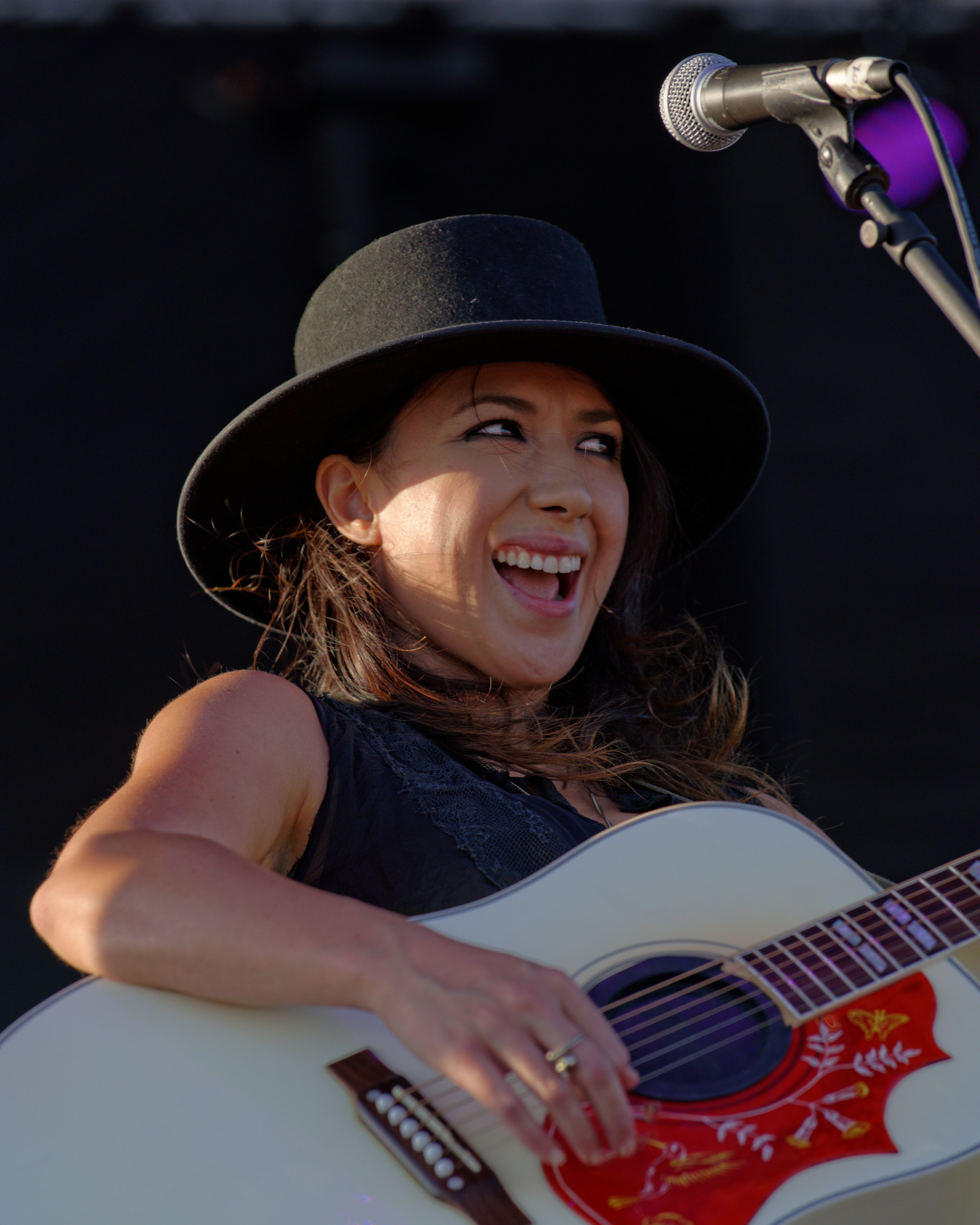
Michelle Branch

- 1979: Sam Hornish, Jr., piloto de automovilismo estadounidense.
- 1979: Ahmed al-Ghamdi, terrorista saudí que participó en el 11S (f. 2001).
- 1982: Diego Castro, futbolista español.
- 1983: Michelle Branch, cantante estadounidense, de la banda The Wreckers.
- 1984: Maarten Martens, futbolista belga.
- 1984: Andrei Kunitski, ciclista bielorruso.
- 1985: Jürgen Roelandts, ciclista belga.
- 1985: Ashley Tisdale, actriz, modelo y cantante estadounidense.
- 1985: Nikolái Trusov, ciclista ruso.
- 1985: Pak Nam-chol, futbolista norcoreano.
- 1985: Vlatko Ilievski, actor y cantante yugoslavo (f. 2018).
- 1986: Lindsay Lohan, actriz, cantante, modelo y diseñadora estadounidense.
- 1986: Florian Fromlowitz, futbolista alemán.
- 1987: Esteban Granero, futbolista y psicólogo español.
- 1987: Ruslana Korshunova, modelo soviética (f. 2008).

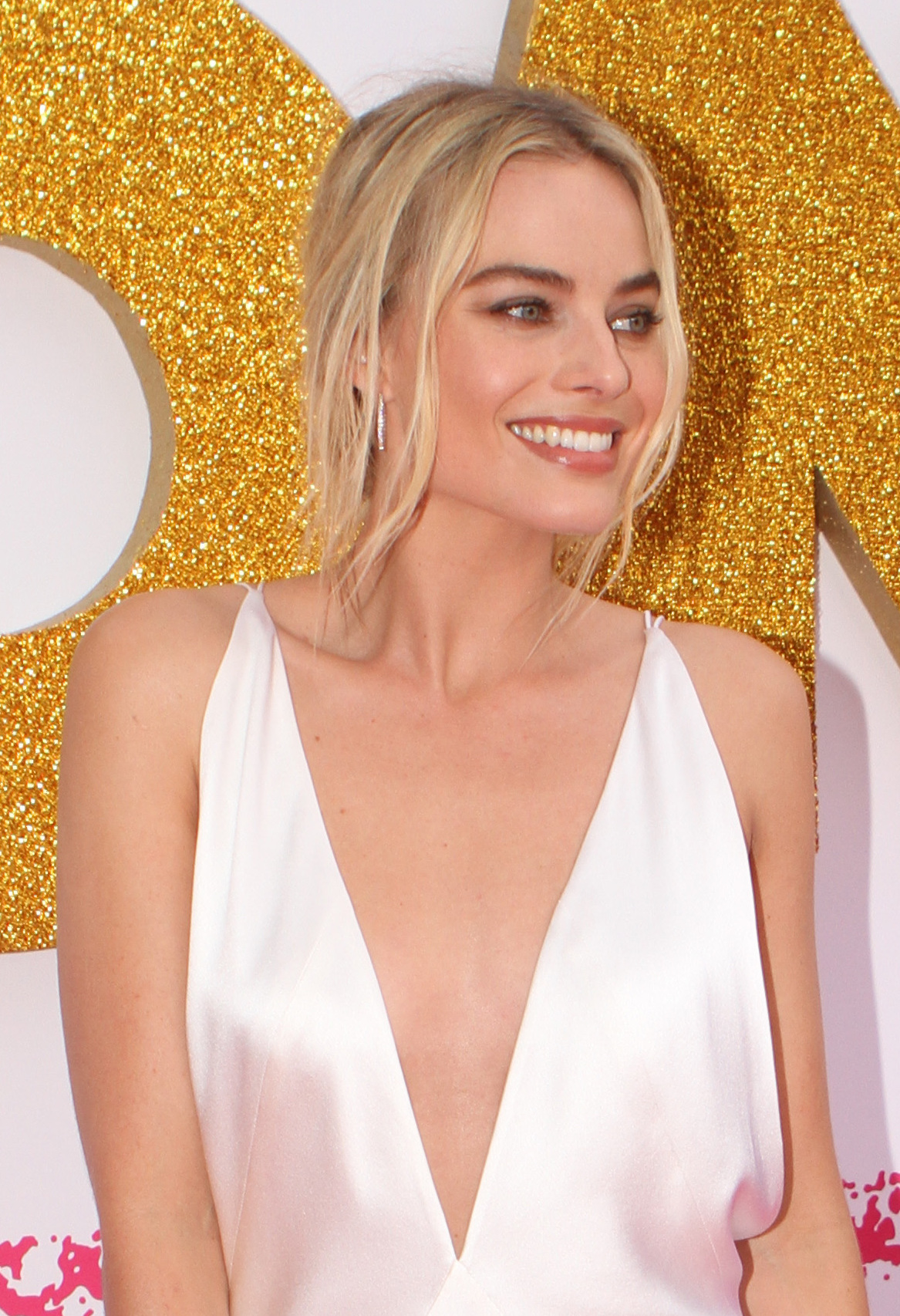
Margot Robbie

- 1988: Lee Chung-Yong, futbolista surcoreano.
- 1989: Dev, cantautora estadounidense.
- 1989: Alex Morgan, futbolista estadounidense.
- 1990: Roman Lob, cantante alemán.
- 1990: Margot Robbie, actriz australiana.
- 1991: Aczino, rapero y freestyler mexicano.
- 1993: Deysi Cori Tello, ajedrecista peruana.
- 1993: Ieva Zasimauskaitė, cantante lituana.
- 1993: Saweetie, rapera estadounidense.
- 1994: Darvinson Rojas, periodista venezolano.
- 1995: Ito Ōno, actriz y modelo japonesa.
- 1997: Tessa Dullemans, remera neerlandesa.
- 1997: Ivan Quaresma da Silva, futbolista brasileño.
- 1998: Filip Damjanović, futbolista serbio.
- 1999: Jesús Areso, futbolista español.
- 1999: Eduardo Chacón, baloncestista español.
- 1999: Lautaro Escalante, futbolista argentino.
- 1999: Luka Ilić, futbolista serbio.
- 1999: Wesley Ledama, atleta keniano.
- 1999: Didi Louzada, baloncestista brasileño.
- 1999: David McCormack, baloncestista estadounidense.
- 1999: Nicolò Zaniolo, futbolista italiano.
- 2000: Josep Campanera Pallarés, futbolista español.
- 2000: Joseph Espinoza, futbolista ecuatoriano.
- 2000: Vicky Graillot, halterófila francesa.
- 2000: Lukas Hutecek, balonmanista austríaco.
- 2003: Hugo Álvarez Antúnez, futbolista español.
- 2003: Joaquín Ferreira Padilla, futbolista uruguayo.
- 2003: Adam Karabec, futbolista checo.
- 2003: Artur Serobyan, futbolista armenio.
- 2004: Caitlin Carmichael, actriz estadounidense.
- 2004: Jordan James, futbolista británico.
- 2007: Park Min-ha, actriz infantil surcoreana.

## Fallecimientos
- 943: Enrique el Pajarero, rey alemán (n. 876).
- 1298: Adolfo de Nassau, rey alemán (n. 1220).
- 1507: Esteban III de Moldavia, aristócrata y santo moldavo (n. 1434).
- 1522: Antonio de Nebrija, humanista español (n. 1444).
- 1566: Nostradamus, astrólogo y boticario francés (n. 1503).
- 1591: Vincenzo Galilei, laudista y compositor italiano (n. 1520).
- 1621: Thomas Harriot, astrónomo, matemático y etnógrafo británico (n. 1560).
- 1778: Jean-Jacques Rousseau, escritor, compositor y filósofo suizo (n. 1712).
- 1833: Gervasio Antonio de Posadas, político y abogado argentino, 1.º director supremo de las Provincias Unidas del Río de la Plata (n. 1757).
- 1843: Samuel Hahnemann, médico sajón, fundador de la homeopatía (n. 1755).
- 1850: Robert Peel, militar, político y primer ministro británico (n. 1788).
- 1857: Carlo Pisacane, militar y filósofo italiano (n. 1818).
- 1895: Ignacio Pirovano, médico argentino, realizó la primera laparotomía del país (n. 1844).[4]
- 1911: Filomeno Mata, periodista mexicano (n. 1845).
- 1914: Joseph Chamberlain, empresario y político británico (n. 1836).

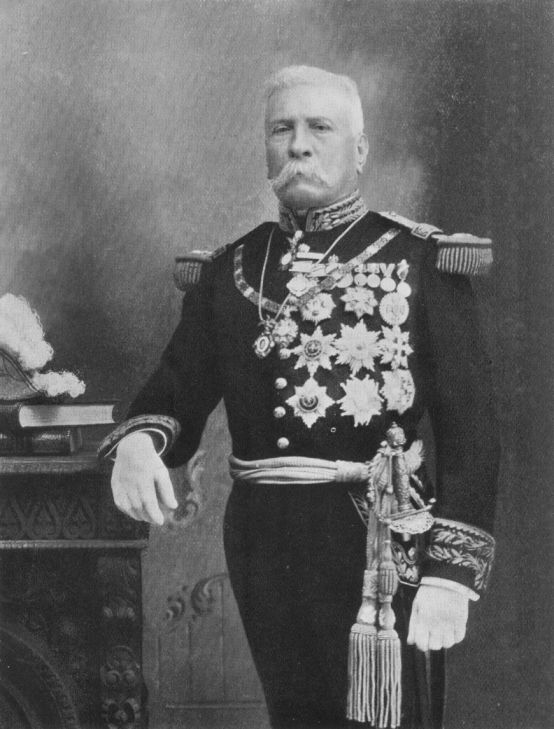
José de la Cruz Porfirio Díaz Mori

- 1915: Porfirio Díaz, general, político y 33.° presidente mexicano (n. 1830).
- 1917: Herbert Beerbohm Tree, actor y director teatral británico (n. 1852).
- 1926: Émile Coué, psicólogo y farmacólogo francés (n. 1857).
- 1929: Gladys Brockwell, actriz estadounidense (n. 1893).
- 1932: Manuel II, aristócrata portugués, rey entre 1908 y 1910 (n. 1889).
- 1934: Ernst Röhm, militar alemán nazi (n. 1887).
- 1937: Amelia Earhart, aviadora estadounidense (n. 1897).

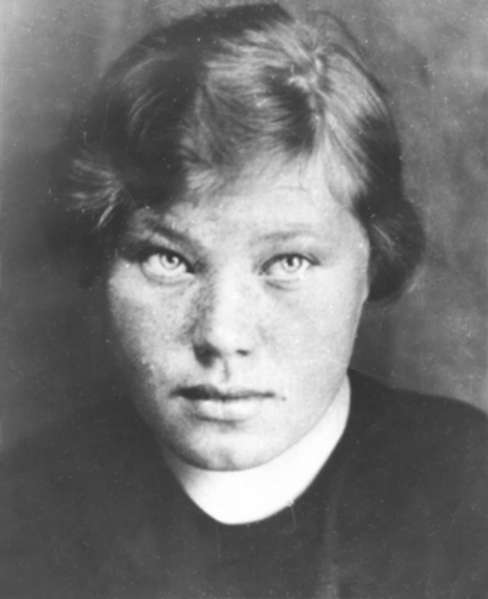
María Meléntieva.

- 1943: María Meléntieva, partisana antinazi soviéticorrusa, heroína de la Unión Soviética (f. 1943), será capturada y asesinada a quemarropa a los 19 años por las tropas nazis finlandesas.
- 1949: Gueorgui Mijáilov Dimitrov (67), político y abogado comunista búlgaro, jefe del gobierno de la República Popular Búlgara entre 1946 y 1949 (n. 1882).
- 1961: Francisco Asorey, escultor español (n. 1889).
- 1961: Ernest Hemingway, novelista, cuentista y periodista estadounidense, premio nobel de literatura en 1954; suicidio (n. 1899).
- 1963: Lisa Tetzner, escritora alemana (n. 1894).
- 1971: Conrado Nalé Roxlo, escritor y periodista argentino (n. 1898).
- 1972: Joseph Fielding Smith, líder mormón estadounidense (n. 1876).
- 1972: Felipe Pirela, cantante de bolero venezolano (n. 1941).
- 1973: Betty Grable, actriz, cantante y bailarina estadounidense (n. 1916).
- 1973: Ferdinand Schörner, mariscal de campo alemán (n. 1892).
- 1974: Arturo Bray, escritor, editorialista y militar paraguayo (n. 1898).
- 1977: Vladímir Nabokov, novelista y crítico ruso (n. 1899).
- 1978: Aris Alexandrou, escritor y poeta griego (n. 1922).
- 1981: Mercedes Prendes, actriz española (n. 1903).
- 1984: César Bruto (Carlos Warnes), escritor, poeta, humorista y periodista argentino (n. 1905).
- 1985: David Purley, piloto de automovilismo británico (n. 1945).
- 1986: Hoàng Văn Thái, militar y político vietnamita (n. 1915)
- 1987: Vincenzo De Crescenzo, poeta y letrista italiano (n. 1913).
- 1989: Graciela Cimer, actriz argentina (n. 1963).
- 1989: Andrei Gromyko, economista y político bielorruso, ministro de Asuntos Exteriores (n. 1909).
- 1989: Franklin J. Schaffner, director y productor japonés-estadounidense (n. 1920).
- 1990: Silvina Bullrich, escritora argentina (n. 1915).
- 1991: Lee Remick, actriz estadounidense (n. 1935).
- 1991: José María Rosa, historiador argentino (n. 1906).
- 1992: Camarón de la Isla (José Monge), cantante y guitarrista flamenco (n. 1950).
- 1993: Fred Gwynne, actor estadounidense (n. 1926).
- 1994: Roberto Balado, boxeador cubano (n. 1969).
- 1994: Andrés Escobar, futbolista colombiano (n. 1967).
- 1995: Krissy Taylor, modelo estadounidense (n. 1978).
- 1997: James Stewart, actor estadounidense (n. 1908).
- 1998: Juan José Nogués, futbolista español (n. 1908).
- 1999: Mario Puzo, escritor y guionista estadounidense (n. 1920).
- 2002: Earle Brown, compositor estadounidense (n. 1926).
- 2002: Jean Yves Daniel-Lesur, compositor y organista francés (n. 1908).
- 2004: Sophia de Mello Breyner Andresen, poetisa y escritor portugués (n. 1919).
- 2005: Ernest Lehman, director, productor y guionista estadounidense (n. 1915).
- 2006: Herty Lewites, político nicaragüense (n. 1939).

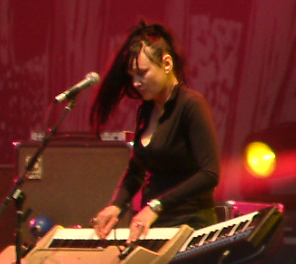
Natasha Shneider

- 2006: Jan Murray, comediante y actor estadounidense (n. 1916).
- 2007: Beverly Sills, soprano estadounidense y personalidad de la televisión (n. 1929).
- 2008: Simone Ortega, escritora española de libros de cocina (n. 1919).
- 2008: Natasha Shneider, música ruso-estadounidense, de la banda Eleven (n. 1956).
- 2009: Nina Raspopova, aviadora militar soviética y Heroína de la Unión Soviética (n. 1913)
- 2010: Félix Pons, político español (n. 1942).[5]
- 2010: Beryl Bainbridge, novelista y guionista británica (n. 1932).[6]
- 2010: Mahfoud Ali Beiba, político saharaui (n. 1953).[7]
- 2010: Víctor de la Fuente, historietista español (n. 1927).[8]
- 2010: Armando Jiménez, escritor mexicano (n. 1917).[9]
- 2010: Carlos Juárez, político argentino (n. 1917).[10]
- 2010: Luis Kalaff, cantante y compositor dominicano (n. 1916).[11]
- 2010: Carl Adam Petri, matemático y científico de la computación alemán (n. 1926).[12]
- 2011: Itamar Franco, político, ingeniero y presidente brasileño (n. 1930).
- 2012: Betty Meggers, arqueólogo y académico estadounidense (n. 1921).
- 2013: Douglas Engelbart, ingeniero estadounidense, inventor del mouse (n. 1925).
- 2014: Manuel Cardona, físico y académico español (n. 1934).
- 2014: Harold W. Kuhn, matemático y académico estadounidense (n. 1925).
- 2014: Louis Zamperini, corredor estadounidense (n. 1917).
- 2015: Slavko Avsenik, cantante y acordeonista eloveno (n. 1929).
- 2015: Jacobo Zabludovsky, periodista mexicano (n. 1928).
- 2016: Michael Cimino, guionista, productor y director estadounidense (n. 1939).
- 2016: Hans Moser, cineasta alemán (n. 1944).
- 2016: Elie Wiesel, escritor rumano y superviviente del Holocausto, premio nobel de la paz en 1986 (n. 1928).
- 2016: Flavio Romero de Velasco, político y abogado mexicano (n. 1925).
- 2019: Lee Iacocca, empresario estadounidense (n. 1924).
- 2020: Ángela Jeria, arqueóloga chilena (n. 1926).
- 2022: Peter Brook, director británico de teatro, cine y ópera (n. 1925).
- 2023: Arturo Woodman, ingeniero y político peruano (n. 1931).
- 2023: Milan Milutinović, político serbio, presidente de Serbia entre 1997 y 2002 (n. 1942).
- 2024: Germán Gutiérrez de Piñeres, Fue un futbolista y director técnico colombiano (n. 1958).
- 2025: Julian McMahon, actor australiano (n. 1968).

## Celebraciones
- Día Internacional del OVNI.[13]
Aniversario del Incidente Roswell en 1947, cuando un objeto desconocido se estrelló en un rancho cerca de Roswell, Nuevo México.[14]
El Ejército de los Estados Unidos declaró que el supuesto "disco volador" estrellado, era simplemente un globo meteorológico. Con los años se popularizaron varias teorías de conspiración, afirmando que una o más naves espaciales extraterrestres habían aterrizado y que el ejército había recuperado a los alienígenas.
(en inglés: World UFO Day).
- Día Internacional del Periodista Deportivo.[15]
Se celebra cada año el 2 de julio. Este día conmemora la fundación de la Asociación Internacional de Prensa Deportiva (AIPS), creada el 2 de julio de 1924 en París, Francia,[16]durante los Juegos Olímpicos.
(en inglés: World Sports Journalists Day).

 Por países
(Por orden alfabético)
- Argentina:
  - Día de la Agricultura Nacional.[17]
  - Día Nacional de la Avicultura.[18]
  - Día del Editor de Revistas.[19]
    -  Misiones: 
      - Aniversario de Salto Encantado.[20]
Fundación: 2 de julio de 2020 (5 años).
      - Policía de Misiones: Aniversario de la Dirección Guardia Infantería.
Fundación: 2 de julio de 2012 (13 años).

- Azerbaiyán:
  - Día de la Policía de Azerbaiyán.

- Curazao:
  - Día de la Bandera de Curazao.
Adopción: 2 de julio de 1984 (41 años).

- Estados Unidos:
  - Día de Hecho en Estados Unidos.[21]
(en inglés: Made In The USA Day).
  - Día Nacional de lo Olvidé.[22]
(en inglés: National I Forgot Day).
  - Día Nacional del Anís.[23]
(en inglés: National Anisette Day).
  - Día de Recreación Especial para Personas con Discapacidad.[24]
(en inglés: Special Recreation for the Disabled Day).
  - Día de la libertad del miedo a hablar.[25]
(en inglés: Freedom From Fear of Speaking Day).

- Italia:
  - Siena:
    - Palio de Siena.
Es una carrera de caballos que enfrenta a las contradas o distritos de la ciudad de Siena, Italia. De origen medieval, la competición se desarrolla dos veces al año: el 2 de julio se corre el Palio di Provenzano (en honor a la Virgen de Provenzano) y el 16 de agosto el Palio dell'Assunta (en honor de la Asunción de la Virgen).
(en italiano: Palio di Siena).

- Perú:
  - Día del Inventor y del Científico Peruano.
En homenaje al científico peruano Pedro Paulet Mostajo.[26]Una fecha especial para reconocer a todas esas personas que usan la ciencia y la creatividad para resolver problemas reales del país.

### Santoral católico
- San Aristón, (mártir).[27]
- San Bernardino Realino.[27][28]
- San Cresceniano, (mártir).[27]
- San Felicísimo, (mártir).
- San Félix de la Campania.[27]
- San Liberato (abad) y compañeros.[27]
- San Lídano de Sezze.[27]
- Santa Marcia, (mártir).[27]

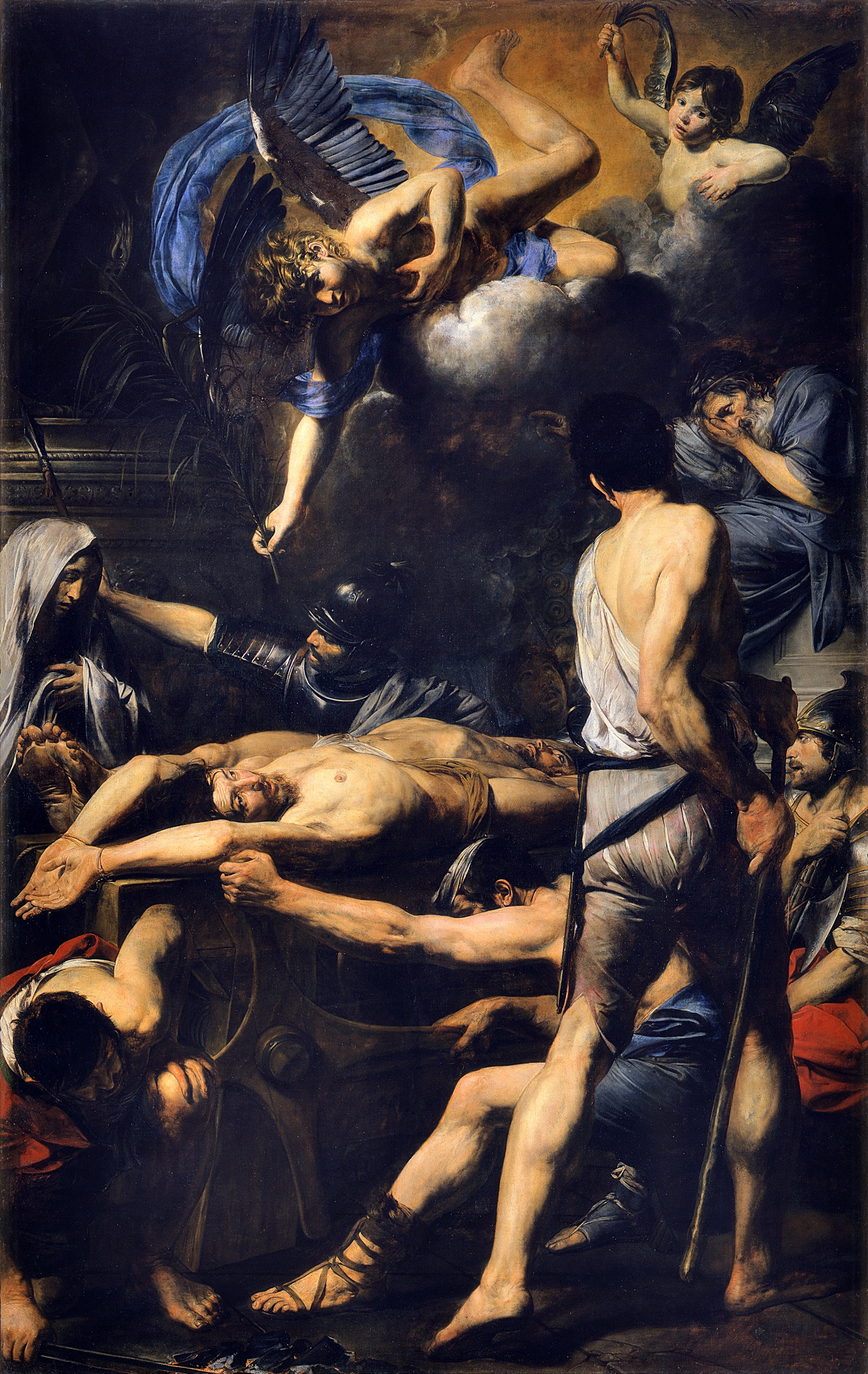
SMartirio dei santi Processo e Martiniano, óleo sobre lienzo de Valentin de Boulogne, 1629, Pinacoteca Vaticana, Ciudad del Vaticano.

- Santos Proceso y Martiniano, mártires. (imagen ilustrativa).
- Santa Monegunda de Tours.[27]
- San Otón de Bamberg.[27]
- Santa Sinforosa (mártir).[27]
- San Suituno de Winchester.[27]
- San Urbano, (mártir).[27]
- San Vidal, (mártir).[27]
- Beata Eugenia Joubert.[27]
- Beato Pedro de Luxemburgo.[27]